# Masteria petrunkevitchi
Espèce
Synonymes
- Accola petrunkevitchi Chickering, 1965

Masteria petrunkevitchi est une espèce d'araignées mygalomorphes de la famille des Dipluridae.

## Distribution
Cette espèce est endémique de Porto Rico.

## Description
Le mâle holotype mesure 3,9 mm et la femelle 5,07 mm.

## Systématique et taxinomie
Cette espèce a été décrite sous le protonyme Accola petrunkevitchi par Chickering en 1965. Elle est placée dans le genre Masteria par Raven en 1979.

## Étymologie
Cette espèce est nommée en l'honneur d'Alexander Ivanovitch Petrunkevitch.

## Publication originale
- Chickering, 1965 : Two new species of the genus Accola (Araneae, Dipluridae). Psyche, vol. 71, p. 174-180 (texte intégral).